# Questron II
Questron II, un videojuego de rol de 1988 para la Apple II, Apple IIGS, Atari ST, Commodore 64, IBM PC y Amiga, desarrollada por Quest Software y distribuido por Strategic Simulations. Es la secuela de Questron de 1984. Questron II se acredita a Westwood Associates en el folleto de instrucciones para la versión de PC IBM. 

## Trama
El protagonista ha sido enviado al pasado para derrotar a seis Mad Sorcerers (Hechizeros Locos) antes de que puedan crear el Libro de la Magia que aparece en el juego original. 

## Recepción
Questron II superó a su predecesor en aproximadamente 16 000 copias. Scorpia describió el juego como muy similar, pero no tan bueno como el original. Questron II fue revisionado en 1988 en Dragon #138 por Hartley, Patricia y Kirk Lesser en la columna "The Role of Computers". Los revisores le dieron al juego 4 de 5 estrellas.
Phantasie I, Phantasie III y Questron II fueron relanzados juntos y revisionados en 1994 en Dragon #203 por Sandy Petersen en la columna "Eye of the Monitor". Petersen le dio a la compilación 2 de 5 estrellas.